# Campeonato Paraense de Futebol - Série A3
O Campeonato Paraense de Futebol - Série A3, ou simplesmente Série A3, é a terceira divisão do Campeonato Paraense. Anteriormente, até 2024, era conhecida como Série B2.
Sua primeira edição ocorreria no ano de 2020, considerando a alta demanda de equipes que disputam vaga na principal divisão de futebol do Estado, porém por razões pouco esclarecidas, o projeto foi adiado.

## Campeões

### Títulos por equipe
| Clube       | Títulos  | Vices    |
| ----------- | -------- | -------- |
| Pinheirense | 1 (2023) |          |
| Amazônia    | 1 (2024) |          |
| Paraense    |          | 1 (2023) |
| Fonte Nova  |          | 1 (2024) |

### Títulos por cidade
| Clube      | Títulos | Vices |
| ---------- | ------- | ----- |
| Belém      | 1       | 0     |
| Santarém   | 1       | 0     |
| Marituba   | 0       | 1     |
| Ananindeua | 0       | 1     |